# Aída Bortnik
Aída Bortnik (Buenos Aires, 7 gennaio 1938 – Buenos Aires, 27 aprile 2013) è stata una sceneggiatrice, drammaturga e giornalista argentina.
Scrisse la sceneggiatura del primo film argentino candidato all'Oscar, La tregua (1974) e del primo film argentino vincitore dell'Oscar, La storia ufficiale (1985). Per quest'ultimo, ottenne lei stessa una nomination all'Oscar alla miglior sceneggiatura originale. Fu inoltre la prima sceneggiatrice latinoamericana a divenire membro permanente dell'Academy of Motion Picture Arts and Sciences, di cui fece parte dal 1986 fino alla morte.

## Biografia
Studentessa di giurisprudenza e letteratura presso l'Università di Buenos Aires, Aída Bortnik si diplomò presso il centro di ricerche dell'istituto teatrale. All'età di vent'anni, restò coinvolta in un incidente stradale, a seguito del quale restò allettata per quattro anni e subì gravi danni fisici.
All'instaurarsi del periodo della dittatura, fu inserita nella lista nera del regime e pertanto si recò in autoesilio in Europa, rientrando in patria nel 1979.
Divenne giornalista, collaborando con alcune delle principali testate nazionali, tra cui La Opinión, Siete Días e Primera Plana. A questa attività alternò quella di drammaturga, fondando insieme ad altri intellettuali il cosiddetto Teatro Abierto, un movimento culturale indipendente che si opponeva alla dittatura; Aída Bortnik fu una delle tre donne fondatrici del collettivo, insieme a Diana Raznovich e Griselda Gambaro.
Scrisse i testi di alcune importanti opere teatrali tra cui Soldados y soldaditos nel 1972, Tres por Chejov nel 1974 (con Federico Luppi e Lito Cruz), Dale nomás nel 1975 (con Susana Rinaldi), Papá querido e Domesticadas nel 1981.
Dopo aver lavorato come sceneggiatrice per la televisione, Aída Bortnik scrisse La tregua, che ottenne la nomination per l'Oscar al miglior film in lingua straniera nell'edizione del 1975. La statuetta andò ad Amarcord di Federico Fellini, ma fu la prima occasione in cui una pellicola argentina veniva nominata agli Oscar.
Nel 1985 scrisse, insieme al regista Luis Puenzo, la sceneggiatura del film La storia ufficiale. La pellicola, che trattava il tema della guerra sporca vissuta in prima persona da Bortnik, ottenne numerosi premi e candidature: la sceneggiatrice si aggiudicò il Premio Flaiano per la sceneggiatura nel 1987, fu candidata al David di Donatello per la migliore sceneggiatura straniera e all'Oscar alla miglior sceneggiatura originale. L'opera vinse l'Oscar al miglior film straniero nella cerimonia del 1986.
Sceneggiò i primi tre film del regista Marcelo Piñeyro: Tango feroz: la leggenda di Tanguito, Caballos salvajes e Cenizas del paraíso.
Si aggiudicò il Premio Konex di platino come miglior sceneggiatrice argentina del decennio 1985-1994.
Per molti anni, oltre all'attività di scrittura, fu anche docente. Insegnò sceneggiatura cinematografica presso la Escuela Grupo Profesionales de Cine (1979-1981), lavorò per la Escuela Grupo Profesionales de Cine (1981-1983) e per il Taller de Autores Teatrales y Cinematográficos (1981-1983). Nel 1998 fu la prima visiting professor, nominata dalla Facoltà di Architettura, Design e Urbanistica dell'Università di Buenos Aires, mentre nel 1999 tenne un corso post-laurea in scrittura cinematografica presso l'Universidad del Cine.
Aída Bortnik morì a Buenos Aires nel 2013 dopo una lunga malattia, all'età di settantacinque anni. Nell'articolo scritto per commemorarla su La Nación, Fernando López scrisse: "Bortnik è stata, prima di essere una famosa sceneggiatrice, una personalità di spicco della nostra cultura; uno spirito libero e sempre attento alla realtà sociale e politica in cui viveva; consapevolezza analitica e riflessiva dello stato del Paese e del mondo; un'intelligenza risvegliata per opporsi ai bavagli della censura". Alejandro Rebossio del quotidiano El País la definì "la migliore sceneggiatrice dell'Argentina".

## Filmografia

### Cinema
- La tregua (La tregua), regia di Sergio Renán (1974)
- Una mujer, regia di Juan José Stagnaro (1975)
- Crecer de golpe, regia di Sergio Renán (1977)
- La isla, regia di Alejandro Doria (1979)
- Volver, regia di David Lipszyc (1982)
- La storia ufficiale (La historia oficial), regia di Luis Puenzo (1985)
- Voglia di libertà (Pobre mariposa), regia di Raúl de la Torre (1986)
- Old Gringo - Il vecchio gringo (Gringo viejo), regia di Luis Puenzo (1989)
- Tango feroz: la leggenda di Tanguito (Tango feroz: la leyenda de Tanguito), regia di Marcelo Piñeyro (1993)
- Caballos salvajes, regia di Marcelo Piñeyro (1995)
- Cenizas del paraíso, regia di Marcelo Piñeyro (1997)

### Televisione
- Sebastián y su amigo el artista - film TV (1971)
- Las grandes novelas - serie TV, 1 episodio (1972)
- El teatro de Norma Aleandro - serie TV, 3 episodi (1973)
- Escrito en América - serie TV, 1 episodio (1979)
- El mundo del espectáculo - serie TV, 1 episodio (1979)
- Hombres en pugna - film TV (1980)
- Pero estoy vivo - film TV (1983)
- Ruggero - serie TV, 19 episodi (1983)
- Los gringos - serie TV, 19 episodi (1984)
- Atreverse - serie TV, 1 episodio (1990)
- Vientos de agua - serie TV, 3 episodi (2006)

### Teatro
- Soldados y soldaditos (1972)
- Tres por Chéjov (1974)
- Dale nomás (1975)
- Papá querido (1981)
- Domesticados (1981)
- De a uno (1983)
- Primaveras (1984)

## Riconoscimenti
- Premio Oscar
  - 1986 – Candidatura alla migliore sceneggiatura originale per La storia ufficiale

- David di Donatello
  - 1987 – Candidatura alla migliore sceneggiatura straniera per La storia ufficiale

- Premio Flaiano per la cinematografia
  - 1987 – Premio Flaiano per la cinematografia per La storia ufficiale

- Festival Internacional del Nuevo Cine Latinoamericano de La Habana
  - 1997 – Migliore sceneggiatura per Cenizas del paraíso

- Festival del Cinema di Bogotà
  - 1987 – Migliore sceneggiatura in un film sudamericano per Voglia di libertà

- Condor d'argento
  - 1986 – Migliore sceneggiatura originale per La storia ufficiale
  - 1994 – Candidatura alla migliore sceneggiatura originale per Tango feroz: la leggenda di Tanguito
  - 1996 – Candidatura alla migliore sceneggiatura originale per Caballos salvajes
  - 1998 – Candidatura alla migliore sceneggiatura originale per Cenizas del paraíso

- Premio Konex
  - 1984 – Premio alla carriera
  - 1994 – Premio di platino come miglior sceneggiatrice argentina del decennio